# Sony Alpha 6000
NEX-7
NEX-6 α 6300
α 6100
Le Sony Alpha 6000 (typographié α 6000) est un appareil photographique hybride expert de monture E commercialisé par Sony Alpha en avril 2014. Dans la gamme, il remplace à la fois le NEX-6 et le NEX-7. Son positionnement le destine à un large public car l’appareil est conçu pour répondre à la fois aux besoins des amateurs éclairés cherchant à progresser, aux passionnés ainsi qu'aux professionnels cherchant un boîtier compact et très réactif. Il est globalement bien accueilli par la presse avec des notes de test allant de 8 / 10 à 10 / 10, bien que la réactivité soit décevante et inférieure à celle annoncée par le constructeur, son autofocus reste l'un des plus réactifs du marché des appareils numériques lors de sa sortie. Il est remplacé par l'Alpha 6300 en mars 2016.

## Présentation et sortie

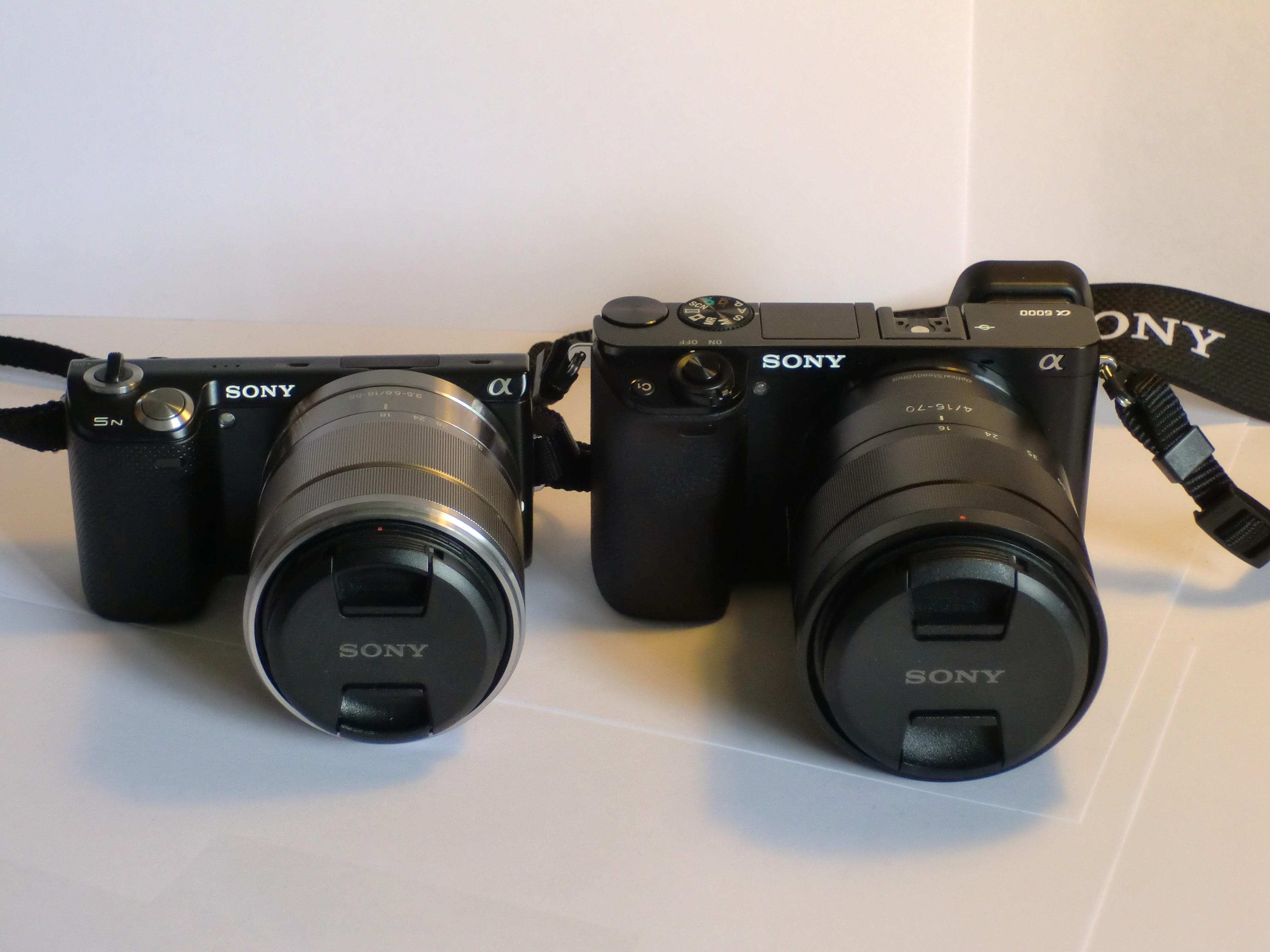
Comparaison entre un NEX-5N et un Alpha 6000.

L'Alpha 6000 est officiellement présenté au cours d'une conférence le 12 février 2014. Sa sortie a lieu au début du mois d'avril suivant avec deux coloris : noir et argent. Sa commercialisation se fait avec plusieurs kits : 800 € avec le 16-50 électrique, 1 050 € avec l'objectif précédent plus le 55–210 mm et 1 648 € avec le 16–70 mm signé Zeiss. Le boîtier est également lancé nu à 650 €,. Il introduit une nouvelle série d'appareils hybrides qui fait partie de la politique de Sony Alpha qui souhaite recentrer sa gamme et abandonner la dénomination NEX.
Dans la gamme Alpha, le 6000 se place comme l'ILCE APS-C le plus avancé et succède à deux modèles experts : le NEX-7 (destiné aux passionnés et aux professionnels) et le NEX-6, plus destiné aux amateurs avancés ou éclairés (moins coûteux et moins complexe). Il se place également au-dessus de la série des NEX-5, remplacé par l'Alpha 5000 moins élevé dans la gamme qui abandonne le bouton et la molette destinés aux réglages présents sur les NEX-5R et 5T ainsi que la cellule réceptrice des télécommandes infrarouges qui était présente dès le premier modèle de la série. L'A6000 s'adresse donc à un large public allant de l'amateur éclairé au professionnel, il se doit donc de ne pas être d'usage trop complexe pour les premiers qui cherchent encore à progresser mais aussi d'être suffisamment personnalisable et réglable pour les derniers,.

## Design

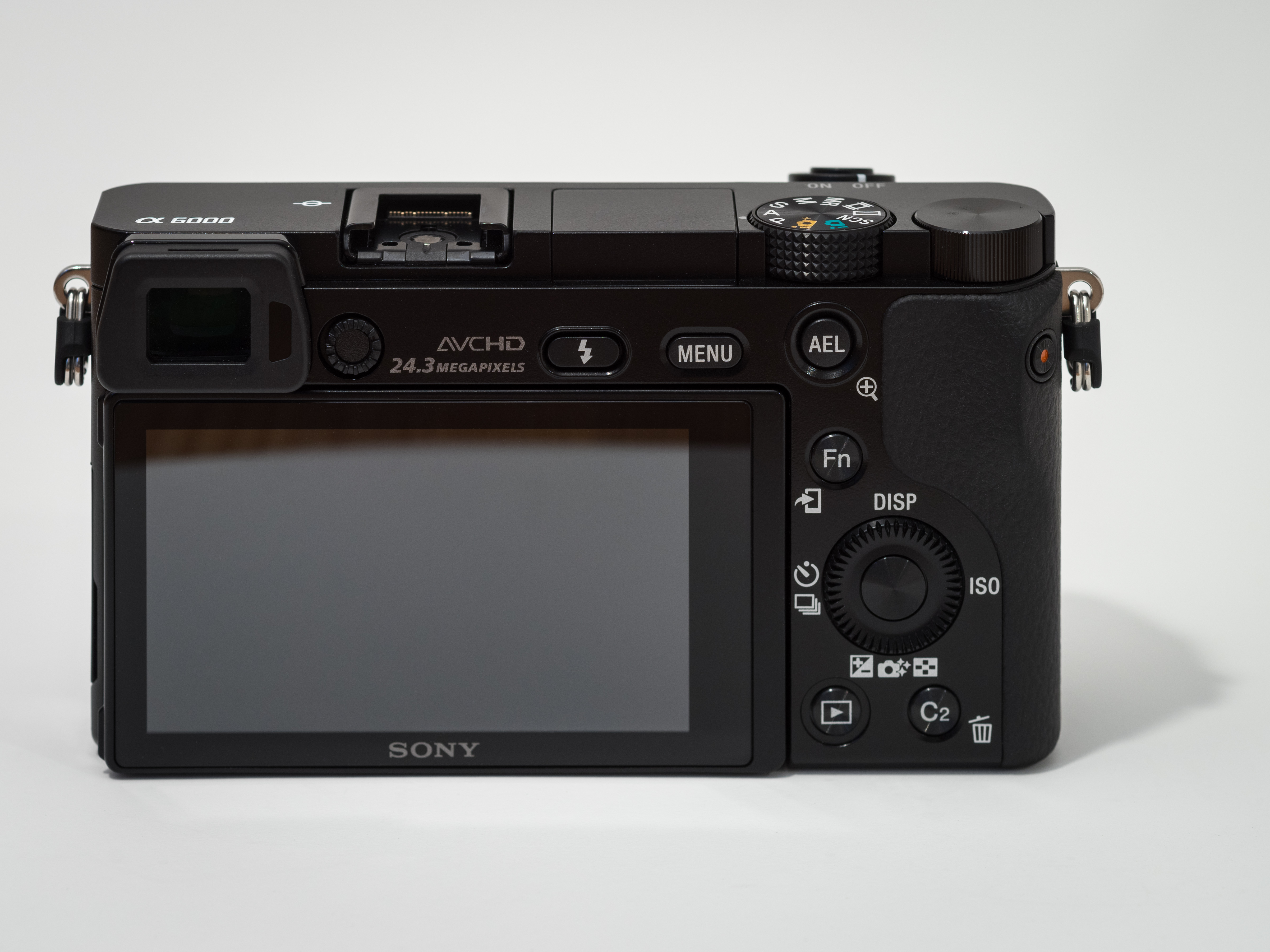
L'écran et le capot avec le viseur, la griffe de fixation, le flash intégré et les deux molettes de réglages.

Le design et l'ergonomie de l'Alpha 6000 sont une synthèse des autres modèles haut de gamme de la marque. La forme générale est reprise au NEX-6, l'ergonomie de la poignée est modifiée pour se rapprocher de celle de l'Alpha 7 tout comme la forme générale qui est plus anguleuse, enfin, les molettes sont disposées l'une à côté de l'autre sur la capot, à la façon du NEX-7,,.
L'appareil est d'abord disponible en deux coloris : « black » (entièrement noir) et « silver » (argent avec poignée noire). En novembre 2014, une version entièrement blanche baptisé « White Christmas edition » est présentée. Elle est commercialisée à la mi-décembre suivante. Un nouveau coloris « graphite » est commercialisé le 2 décembre 2016.
L'A6000 pèse 285 grammes sans objectif avec des dimensions de 120 mm de largeur par 66,9 mm de hauteur et 45,1 mm d'épaisseur (au niveau de la poignée).
Le boîtier est muni de deux molettes, l'une pour les réglages, l'autre pour la sélection de modes. Cette dernière est personnalisable, tout comme les boutons C1 et C2 (non présents sur les précédents modèles) auxquels l'utilisateur peut attribuer 47 fonctions différentes.
Tout comme l'A5000, il hérite de l'interface introduite par l'Alpha 7 et la série RX, que Sony souhaite étendre à l’ensemble de la gamme. Elle se présente sous la forme de listes déroulantes à la verticale et à l'horizontale, marquées par les couleurs noire, orange et blanche.

## Caractéristiques techniques

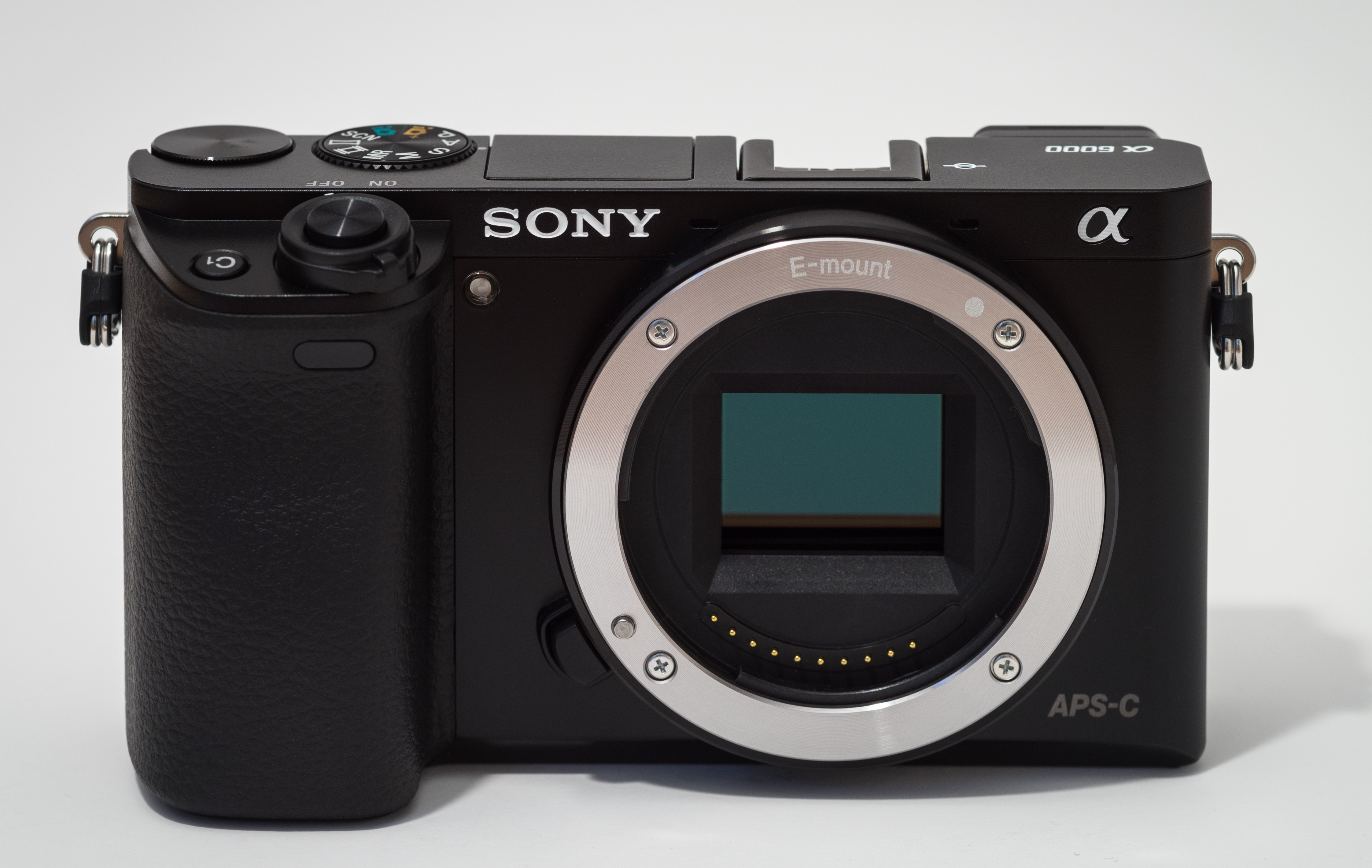
Vue du capteur APS-C.

L'Alpha 6000 remplace directement le NEX-6, mais il remplace également le NEX-7 vieillissant dont il possède la même résolution de capteur. Il s'agit d'un nouveau capteur Sony CMOS Exmor de 24,3 mégapixels dont la sensibilité peut atteindre 25 600 ISO, il utilise une technologie permettant de réduire l'espace entre les photosites ce qui permet d'en avoir de plus grands que sur le NEX-7. Comme celui de l'Alpha 7R, il est dépourvu de filtre passe-bas et intègre un système de microlentilles optimisées. Le filtre RVB est amélioré et un nouvel autofocus hybride couvrant 92 % du capteur apparaît, il combine la corrélation de phase (de 179 points) et de la mesure contraste au pixel près avec 25 collimateurs, ce qui permet à l'Alpha 6000 d'être l'appareil le plus rapide au monde (mise au point en 0,06 seconde). La rafale augmente également et passe à 11 i/s avec autofocus en continu. Une nouvelle version du microprocesseur Bionz (dénommée « X ») plus puissante et plus rapide voit le jour, il permet un meilleur traitement de l'image avec une réduction du bruit adaptative, une netteté accrue et la réduction de la diffraction. L'écran LCD a une définition de 921 600 points mesurant 7,5 cm de diagonale, il est monté sur charnière. Il dispose également d'un viseur électronique OLED de 1,4 million de points,,. Ce viseur couvre 100 % de la scène avec un grossissement de 1,07×. L'appareil est capable de filmer en 1080p à 60 i/s.
Comme les NEX-6, NEX-5T et A5000, il est équipé du Wi-Fi et de la technologie NFC qui permet notamment un transfert rapide des photos vers un smartphone ou une tablette. L'appareil reçoit une griffe de fixation ainsi que des connectiques USB et HDMI qui supporte l'affichage des photos en 4K.

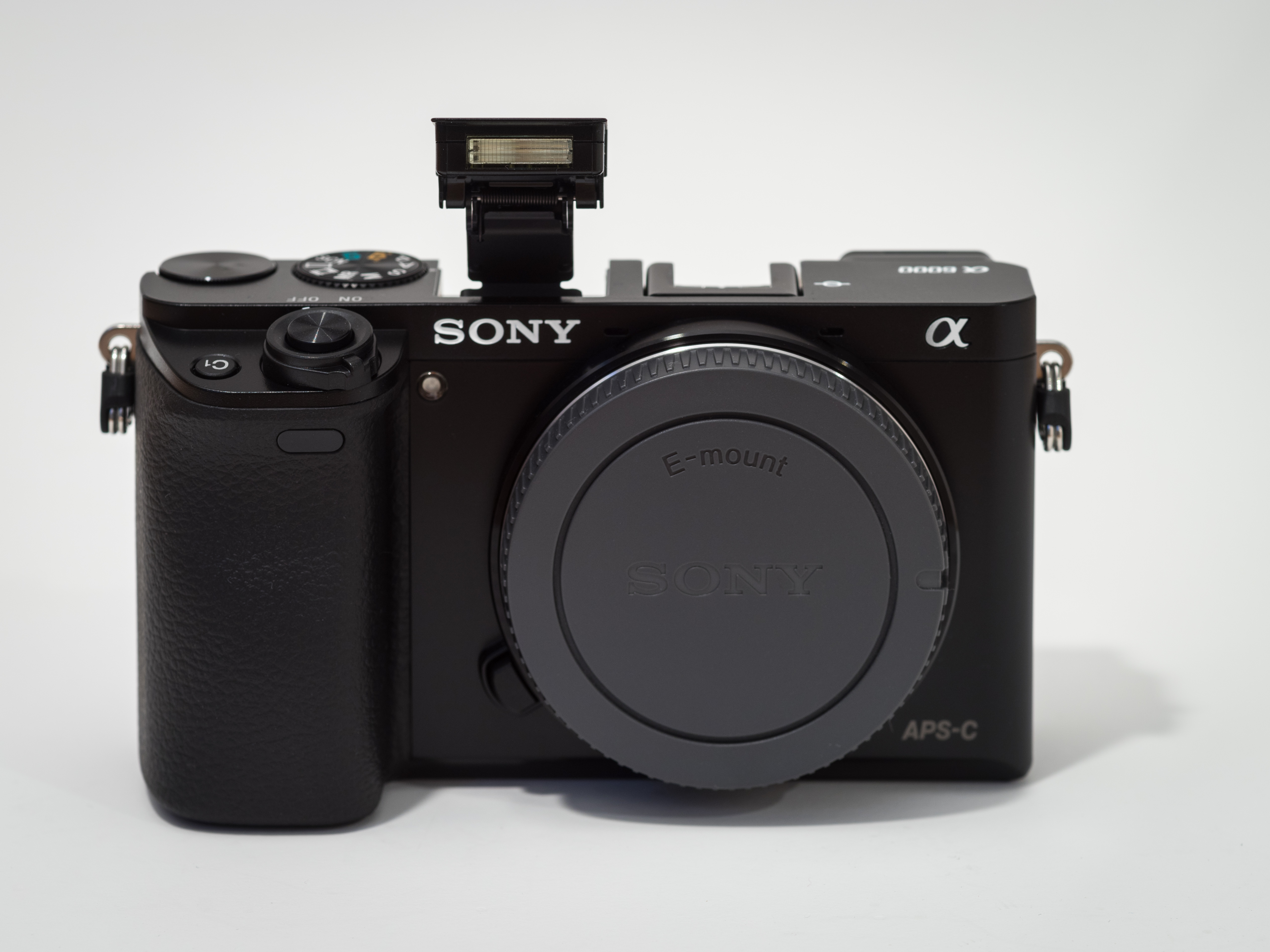
Le flash intégré déployé.
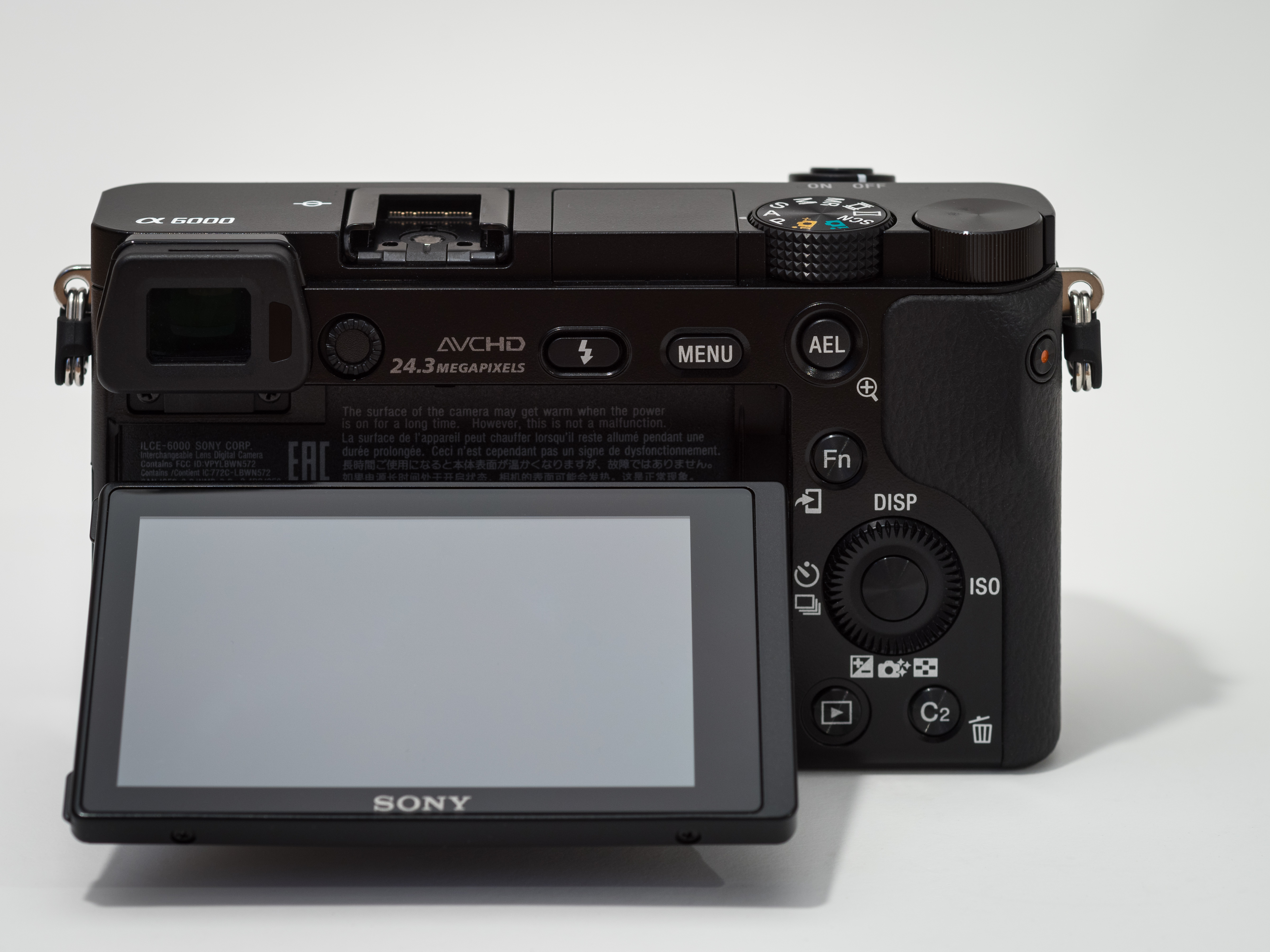
L'écran inclinable.
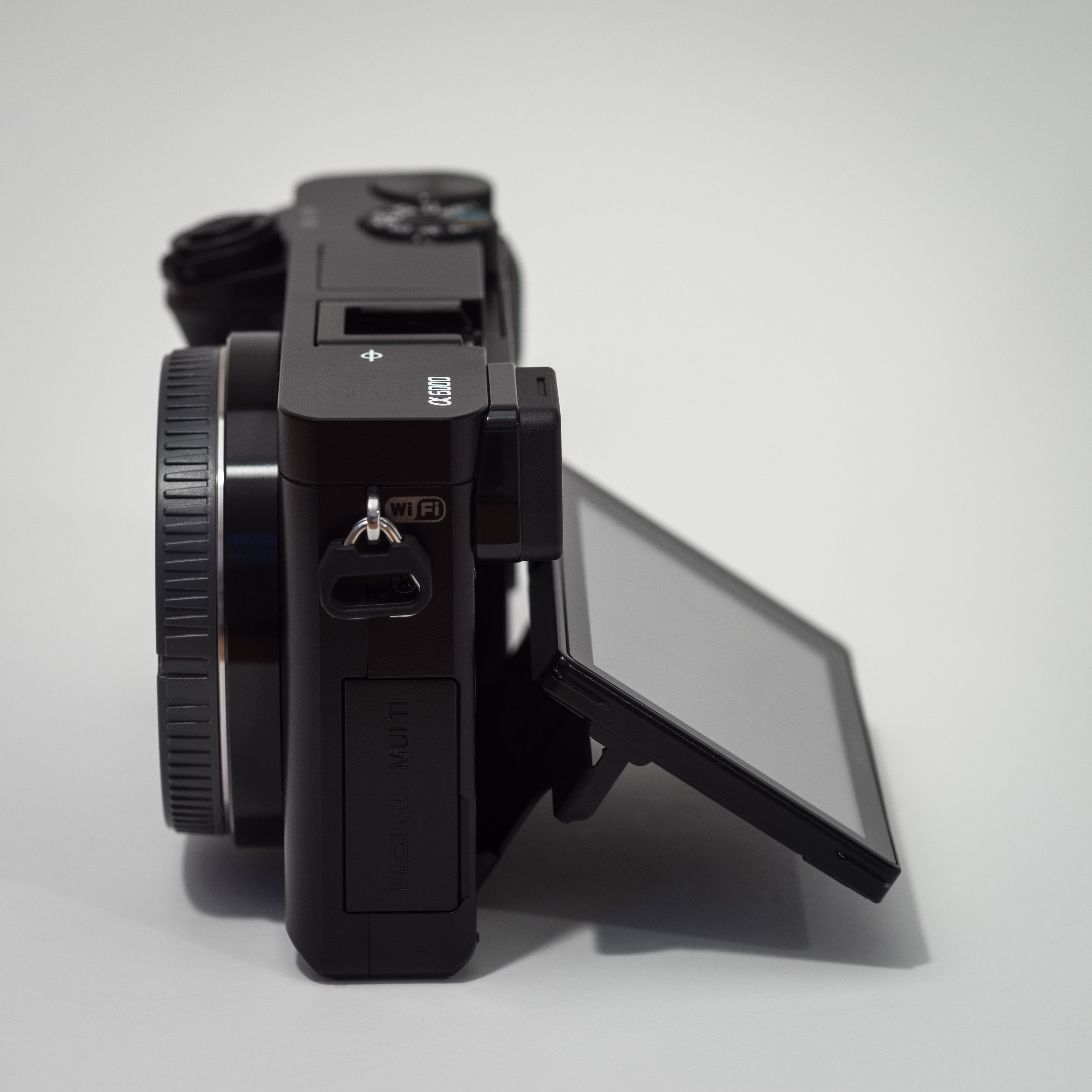
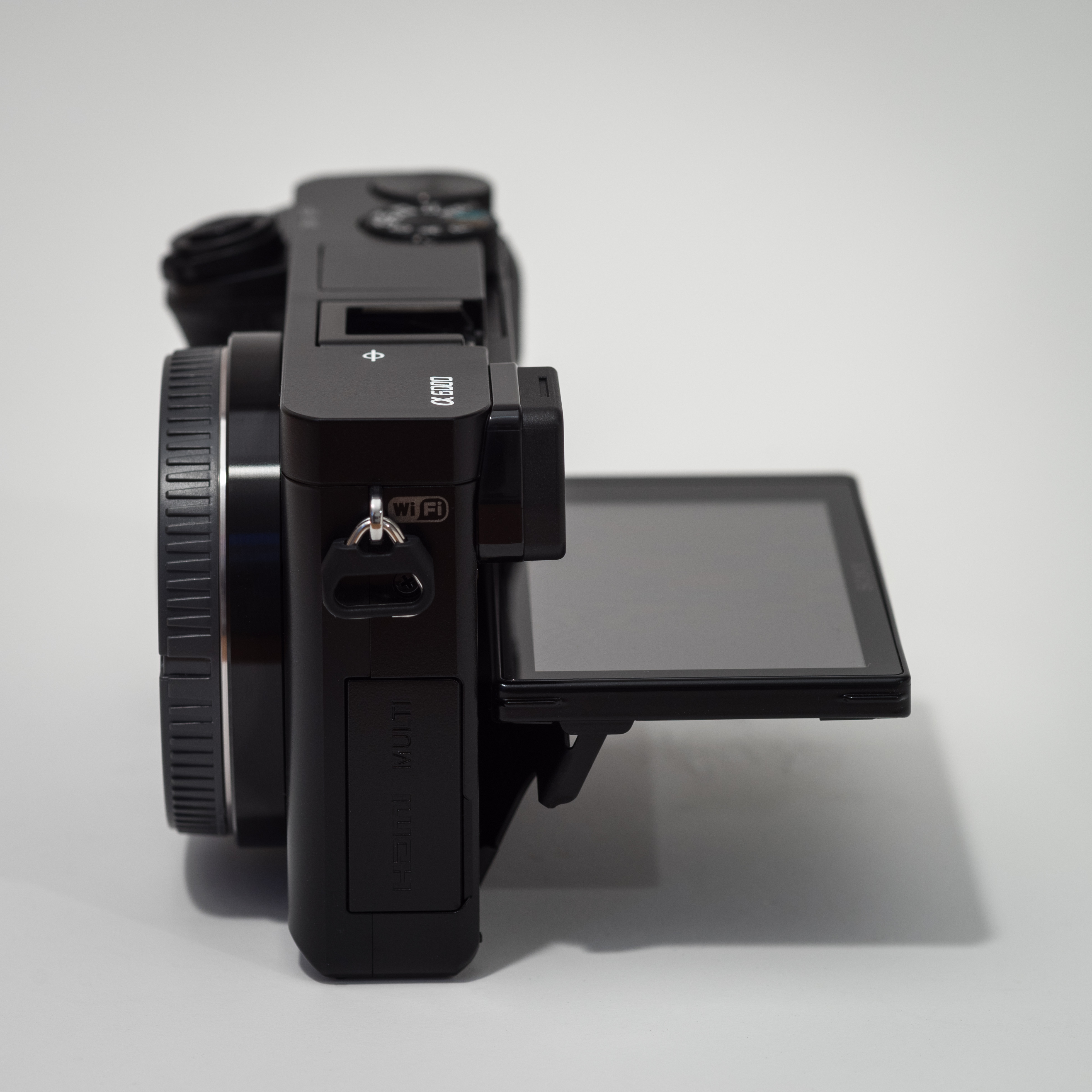

## Firmware
| Version | Date de sortie  | Caractéristiques                                                                                         |
| ------- | --------------- | --- |
| 0.90    | 12 février 2014 | Version pre-release utilisée pour les modèles en démonstration au CP+ 2014.                              |
| 1.00    | 24 mars 2014    | Première version commerciale stable, disponible dès les premières livraisons des appareils précommandés. |
| 1.10    | 30 octobre 2014 | Améliore le temps d'allumage.                                                                            |
| 1.20    | 26 mars 2015    | Japon uniquement, améliore le temps d'allumage et l’enregistrement vidéo.                                |
| 1.21    | 6 avril 2015    | Correctif de la version précédente, disponible dans le monde entier.                                     |
| 2.00    | 16 juin 2015    | Enregistrement vidéo XAVC S.                                                                             |
| 3.10    | 17 mars 2016    | Améliore les performances des nouveaux objectifs.                                                        |
| 3.20    | 26 juillet 2016 | Compatibilité des nouveaux objectifs.                                                                    |
| 3.21    | 19 mars 2019    | Amélioration de la stabilité du fonctionnement de la mise au point automatique                           |

## Accueil
| Forum                | Note   |
| -------------------- | ------ |
| LesNumeriques        | 4/5    |
| Techradars.cameras   | 4,5/5  |
| PCtipp.ch            | 4,5/5  |
| PCmag                | 4,5/5  |
| ephotozine           | 4,5/5  |
| Photography Blog     | 5/5    |
| engadget             | 92/100 |
| What Digital Camera  | 90 %   |
| Camera Labs          | 88 %   |
| Chip Online          | 87 %   |
| Amateur Photographer | 86 %   |
| DPReview             | 80 %   |
| DxO Labs             | 82/100 |

### Critique
Les premières prises en main effectuées au CP+ 2014 (organisé par la Camera & Imaging Products Association) confirment l'efficacité de l'autofocus. De vrais tests sont néanmoins nécessaires pour connaitre sa rapidité exacte,.
Un test chronométré du mode rafale a été réalisé en confrontation avec le NEX-7 et l'Alpha 65 pour tester la mémoire tampon avec le format JPEG, alors que les deux autres appareils ont respectivement enregistrés 15 et 23 images, la rafale de l'A6000, qui a duré 4,21 secondes, a enregistré 49 clichés.
Le site allemand Chip Online lui accorde une note de 87 %, soulignant ses performances en termes de réactivité et de qualité d'image pour un prix abordable. En revanche, le site signale une faible autonomie de la batterie et l’impossibilité de recharger celle-ci sans la laisser dans l'appareil photo avec le chargeur fourni.
Le site LesNumeriques lui décerne 4 étoiles relevant en point positif le bon autofocus, la qualité d'image (gestion du bruit numérique et grande dynamique), ainsi que la qualité du son en vidéo. En point négatif, le site signale la lenteur au démarrage (entre 1,5 et 2,2 secondes selon l'objectif), l’absence de niveau électronique, le temps d'écriture sur la carte mémoire qui est trop long et les menus qui sont mal optimisés. Bien que la réactivité globale soit décevante et inférieure à celle annoncée par le constructeur, son autofocus reste néanmoins l'un des plus réactifs du marché des appareils numériques (tous types et catégories confondus) lors de sa sortie.
Le laboratoire DxO accorde la note de 82 à l'A6000 (un point de plus que le NEX-7 qui avait la note la plus élevée des hybrides APS-C de Sony) et affirme que ses performances en basse lumière et en autofocus en font une valeur sûre pour son prix. Le site DPReview lui accorde une note de 80 % ainsi qu'un gold award.

### Commercial
L'A6000 est très bien accueilli par le public, le jour même de son annonce, il se classe en tête des précommandes d'appareils photographiques sur Amazon US. Sur le même site, à la mis-avril, l'Alpha 6000 arrive second de ventes des appareils « compacts » juste derrière l'Alpha NEX-3N, alors en liquidation de stock et proposé à très bas prix.

## Concurrence
L'Alpha 6000 fait partie du marché « expert », une catégorie qui regroupe des appareils aux fonctions avancées, destinés aux photographes amateurs éclairés et passionnés. C'est une catégorie très concurrentielle qui existe pour tous les types d’appareils photo (bridges et compact expert) mais surtout chez les hybrides et les reflex. L'A6000 possède un grand nombre de concurrents parmi les hybrides APS-C et Micro quatre tiers que sont les Panasonic GX7 et G6, Fujifilm X-E2, Samsung NX30 ainsi que les Olympus OMD EM-5 et EM-10 mais son prix le rend plus abordable et fait de lui l'hybride expert le moins coûteux à son lancement,. Il est également moins coûteux que les reflex experts dont les hybrides se placent comme des alternatives. Il s'agit du Canon EOS 70D, du Nikon D7100, du Pentax K-3 et en interne du SLT Alpha 65.

## Remplacement
Il est remplacé par l'Alpha 6300 en mars 2016 qui propose notamment la vidéo 4K et un « autofocus 4D ».
L'Alpha 6300 est lui-même remplacé par l'A6400 en février 2019. L'Alpha 6100 (une version simplifiée et moins onéreuse de l'A6400) sort en octobre 2019 et remplace l'A6000 resté au catalogue.